# Stupava (ort i Tjeckien, Zlín)
Stupava är en ort i Tjeckien.   Den ligger i distriktet Okres Uherské Hradiště och regionen Zlín, i den östra delen av landet, 230 km sydost om huvudstaden Prag. Stupava ligger 344 meter över havet och antalet invånare är 150.
Terrängen runt Stupava är lite kuperad. Runt Stupava är det ganska tätbefolkat, med 80 invånare per kvadratkilometer. Närmaste större samhälle är Uherské Hradiště, 16,2 km öster om Stupava. I omgivningarna runt Stupava växer i huvudsak blandskog.